# 小行星13077
小行星13077（13077 Edschneider）是一颗绕太阳运转的小行星，为主小行星带小行星。该小行星于1991年11月4日发现。

## 轨道参数
小行星13077的轨道半长轴为2.4124966 UA，离心率为0.1。